# 바칼
바칼(러시아어: Бака́л)은 첼랴빈스크 주 삿킨스키 군에 속해있는 도시이다. 인구는 21,700명(2001년)이다. 258km 밖에 첼랴빈스크가 있다.
이 도시에서 태어난 인물로 빅토르 이바노비치 바카노프(Виктор Иванович Баканов)가 있다.